# Island ved vinter-OL 1952
Island deltog ved Vinter-OL 1952 i Oslo med elleve sportsudøvere, alle mænd, som konkurrerede i alpint skiløb, langrend og skihop. Island deltog her for anden gang i et Vinter-OL, men landets deltagere vandt ingen medaljer, og den bedste placering, der blev opnået, var en placering som nummer 11 i langrend (4 x 10 km stafet).

## Medaljer
| 1952 Oslo | Guld | Sølv | Bronze | Total |
| Island    | 0    | 0    | 0      | 0     |